# Edgar Hobinka
Edgar Hobinka (* 16. Dezember 1905 in Mährisch Schönberg; † 24. Januar 1989 in Wetzlar) war ein deutscher Musikpädagoge und Volkskundler.

## Leben und Wirken
Als Sohn eines Eisenbahners in Mährisch Schönberg am Altvater geboren, legte Edgar Hobinka 1924 die Reifeprüfung ab und studierte an der Deutschen Universität Prag Germanistik sowie Slawistik. Gleichzeitig studierte er auch an der Prager Akademie für Musik und darstellende Kunst. 1931 wurde er Lehrer am Realgymnasium in Käsmark. Später war er als Gymnasialprofessor und Direktor der Lehrerakademie in Pressburg tätig.
Durch Umsiedlung kam Hobinka im August 1946 zunächst nach Bürstadt und gelangte schließlich nach Wetzlar, wo er am 15. November 1948 eine Stelle als Lehrer an der Goetheschule antrat. Zusammen mit Hugo Lotz gründete er 1957 die Wetzlarer Musikschule, die er 25 Jahre lang leitete. Unter seiner Leitung bezog die Musikschule im Jahr 1966 das Langhaus der Franziskanerkirche am Schillerplatz und umfasste im Jahr 1981 etwa 1.100 Musikschüler sowie 60 Lehrer.
Außerdem gehörte Hobinka, zunächst für den BHE und später für die SPD, von 1956 bis 1976 der Stadtverordnetenversammlung der Stadt Wetzlar an und war Vorsitzender des Kulturausschusses. Als Stadtverordneter regte er im Jahr 1962 an, dass die Stadt Wetzlar die Patenschaft für das Ostdeutsche Lied übernimmt. Nach einstimmigem Beschluss übernahm Hobinka selbst den Aufbau des Archives, das heute etwa 1.700 Liederbücher und eine Liedsuchdatei im Umfang von etwa 63.000 Liedtiteleinträgen umfasst. Es handelt sich um die größte Liedersammlung, die nach Liedanfängen aufgebaut ist.
Edgar Hobinka starb im Alter von 83 Jahren. Die große Trauerfeier fand im Wetzlarer Dom statt.

## Ehrungen
Hobinka erhielt neben vielen anderen Auszeichnungen den Ehrenbrief des Landes Hessen, die Wenzel-Jaksch-Medaille und das Bundesverdienstkreuz 1. Klasse. Außerdem wurde er im Jahr 1984 zum Ehrenbürger der Stadt Wetzlar ernannt. Seit dem Ende der 1990er-Jahre heißt eine Straße im Wetzlarer Stadtbezirk Büblingshausen Edgar-Hobinka-Straße.